# ميلتون كاراغليو
ميلتون كاراغليو (بالإسبانية: Milton Caraglio)‏ (1 ديسمبر 1988 بروساريو في الأرجنتين - ) هو لاعب كرة قدم أرجنتيني في مركز الهجوم. لعب مع أرسنال ساراندي وروزاريو سنترال وفيليز سارسفيلد ونادي بيسكارا ونيو إنجلاند ريفولوشن ودورادوس سينالوا ورينجرز دي تالكا.

## روابط خارجية
- ميلتون كاراغليو على موقع الدوري الأمريكي (الإنجليزية)
- ميلتون كاراغليو على موقع إي إس بي إن إف سي (الإنجليزية)
- ميلتون كاراغليو على موقع قاعدة بيانات كرة القدم.إي يو (الإنجليزية)
- ميلتون كاراغليو على موقع Soccerway.com (الإنجليزية)
- ميلتون كاراغليو على موقع AS.com (الإسبانية)